# معتمدية طبرقة
معتمدية طبرقة إحدى معتمديات الجمهورية التونسية، تابعة لولاية جندوبة.